# Friedrich Kümmel (Philosoph)
Friedrich Kümmel (* 26. April 1933 in Essingen; † 1. März 2021 in Hechingen) war ein deutscher Philosoph und Pädagoge.

## Leben
Friedrich Kümmel wurde in Essingen (Ostalb) als sechstes von acht Kindern geboren. Aus bäuerlichem Geschlecht stammend, absolvierte er nach der achtjährigen Volksschulzeit zunächst die alte seminaristische Lehrerausbildung: 1947–1952 das Lehrerseminar in Künzelsau und 1952–1954 die Ausbildung zum Volksschullehrer am Pädagogischen Institut in Schwäbisch Gmünd. Anschließend war er zweieinhalb Jahre als Lehrer im Volksschuldienst tätig, zuerst an einer Mittelschule in Stuttgart-Stöckach und dann an einer Einklassenschule im Waldenserdorf Serres.
Von 1956 bis 1961 folgte ein Zweitstudium an der Universität Tübingen mit den Fächern Pädagogik, Philosophie und Evangelischer Theologie. Seine akademischen Lehrer waren unter anderem Otto Friedrich Bollnow, Walter Schulz, Andreas Flitner und Hermann Diem. Der Abschluss erfolgte 1961 mit einer Staatsprüfung (der sog. „Höheren Prüfung für den Volksschuldienst“) und der gleichzeitigen Promotion in Philosophie mit einer Dissertation „Über den Begriff der Zeit“ (Tübingen 1962). Noch vor der Ablegung der Promotionsprüfung, schickte ihn sein Doktorvater O. F. Bollnow nach Göttingen, wo er für ein Semester bei Josef König studierte. Anschließend war Friedrich Kümmel sechs Jahre lang Wissenschaftlicher Assistent bei O. F. Bollnow und habilitierte sich 1967 für das Fach Philosophie mit einer Arbeit über „Platon und Hegel zur ontologischen Begründung des Zirkels in der Erkenntnis“ (Tübingen 1968). Zum Wintersemester 1967/68 bekam Kümmel zuerst einen Ruf für Allgemeine Pädagogik an die Pädagogische Hochschule in Lörrach, kurz darauf den Ruf auf eine Professur für historische und systematische Pädagogik an der Pädagogischen Hochschule Reutlingen. Nachdem er ein Semester lang an beiden Hochschulen unterrichten musste, blieb er schließlich in Reutlingen und vertrat dort in der Nachfolge von Professor Hirning ab 1971 die Philosophie. Nach Schließung der PH Reutlingen 1986 war er bis zu seiner Zurruhesetzung 1998 an der Pädagogischen Hochschule Ludwigsburg tätig.
Während der ganzen Jahrzehnte nahm Friedrich Kümmel parallel zu seiner Tätigkeit in der Lehrerbildung seine venia legendi an der Universität Tübingen wahr. Die damit verbundene Betreuung ausländischer Doktoranden führte zu Kontakten in Japan, Südkorea und Griechenland zu zahlreichen Aufenthalten in diesen Ländern. Durch die Übersetzung seiner Schriften ist er dort bekannter geworden als in seinem Heimatland, in dem er auf eine weiterreichende öffentliche Wirksamkeit über den Umkreis der „Nische PH“ hinaus bewusst verzichtete. Dementsprechend konzentrierte er sich zeitlebens auf die Lehrtätigkeit und behielt das Schreiben dem Ruhestand vor, das er seit 1998 mit großer Intensität und Produktivität betrieb. Darüber hinaus initiierte Friedrich Kümmel anlässlich des 100. Geburtstags von O. F. Bollnow (* 14. März 1903) die Gründung der Otto Friedrich Bollnow - Gesellschaft e.V. am 24. Juli 2004, deren Geschicke er viele Jahre lang als Vorstand maßgeblich prägte.
Um die Veröffentlichung seiner Schriften jenseits verlegerischer Zwänge zu garantieren, gründete Friedrich Kümmel am 1. Februar 2008 den Vardan Verlag Hechingen. Dieser gab ihm die Möglichkeit, die Buchauflagen dem tatsächlichen Bedarf anzupassen und die Preise im Interesse einer breiten Leserschaft niedrig zu halten. Die Sachgebiete des Verlags umfassen dabei Philosophie und Pädagogik in einer ganz bestimmten Ausrichtung, welche von Friedrich Kümmel selbst als „Logik der Disjunktion“ bezeichnet wurde. In editorischen Angriff genommen hat er die systematische Ausarbeitung dieser Art von Logik mit der Überarbeitung seiner Dissertationsschrift „Über den Begriff der Zeit“. Das 2010 als erweiterte Neuauflage erschienene Buch „Zeit und Freiheit. Über den Begriff der Zeit“ führt entlang klassischer und zeitgenössischer philosophischer Fragestellungen die im Umgang mit der Zeit aufbrechenden existentiellen Aporien einer neuen Betrachtungsweise zu. Mit Hilfe des Gedankens einer disjunktiven Wirklichkeitsstruktur bzw. einer Logik der Disjunktion soll die in der Existenzphilosophie weitgehend unbearbeitet gebliebene logische Hintergrundproblematik des Widersprüchlichen mit ihren ins Leben schneidenden Konsequenzen auf eine neue Art bearbeitbar gemacht werden. So verstehen sich auch die letzten veröffentlichten Werke der Jahre 2017 bis 2020 sämtlich als „Studien zur Logik der Disjunktion“, die über eine durchgängig disjunktive Interpretation der Gedankengänge von Parmenides, Heraklit und Protagoras den „Ort des Menschen in der disjunktiven Struktur“ neu bestimmen und die alten abendländischen Weichen- und Fehlstellungen der platonischen und aristotelischen Tradition zu korrigieren suchen (dazu mehr im Kapitel „Werk“).
Aus erster Ehe mit Erika Kümmel (geb. Vetter) hatte Friedrich Kümmel drei Kinder. Seit 1989 war er in zweiter Ehe mit Rosemarie Bossenmaier-Kümmel verheiratet.

## Werk

### Philosophische Ausgangspunkte
Als Schüler Otto Friedrich Bollnows liegen die geistigen Wurzeln von Friedrich Kümmel in den abendländischen Denktraditionen der Phänomenologie, der Hermeneutik, der philosophischen Anthropologie und der Lebens- und Existenzphilosophie. Erweitert wird dieses Feld durch zen-buddhistische und taoistische Einflüsse, wie sie insbesondere von der vom japanischen Philosophen Nishida begründeten Kyoto-Schule ausgehen. Aus diesem In- und Miteinander westlichen und östlichen Denkens erwächst Kümmels lebenslange Suche nach einer Erkenntnis, die befreit.
Ausgehend vom Verständnis einer Hermeneutik als „allgemeine Theorie des Verstehens“ (Schleiermacher) und als „Theorie der Geisteswissenschaften“ (Dilthey) wird der hermeneutische Zirkel des Verstehens von den Diltheyschülern Lipps, Misch und König nicht länger als eine zirkuläre Reflexionsbewegung gefasst, die auf derselben Ebene wieder ankommt, von der sie ausgegangen ist. Der Zirkel der Reflexion, der vom Gegenstand des noch zu Verstehenden ausgeht, gründet vielmehr in einer unbestimmten, nicht-gegenständlichen und transzendenten Voraussetzung seiner selbst und deckt erst damit wirklich das gesamte Feld der Erkenntnis ab. Zu bedenken ist hier also die phänomenologische Einsicht im Gefolge Husserls, dass die gegenständliche Welt in tieferliegende Schichten des Bewusstseins hineingebunden ist und Gegenstände in einem Feld konstituiert werden, in dem es keine Gegenstände gibt, jedenfalls nicht in der Form, in der wir sie kennen und handhaben können. Wenn es also darum geht, die auch von der Lebensphilosophie nachdrücklich beschriebene Tiefenstruktur menschlichen Daseins ernst zu nehmen, ohne dabei schon von vornherein auf rationale Denkformen zu verzichten, muss das Verhältnis von Leben und Wissen neu gefasst werden und einer Logik folgen, die in der Lage ist, die prinzipielle Nichtabbildbarkeit und Verschränktheit der beiden Bereiche angemessen beschreiben zu können. Georg Misch hat diese Aufgabe der Hermeneutik folgendermaßen beschrieben und das Zitat markiert gleichsam den Ausgangspunkt der Philosophie Kümmels:
„Denn dies ist nun das Letzte: daß aus der Idee der Lebensphilosophie die Aufgabe einer Erweiterung der logischen Fundamente entspringt, eine Aufgabe, die seit Kants Reformation der Wissenschaftslehre und Fichtes und Hegels Fortführung derselben die systematische Philosophie nicht mehr in Ruhe läßt. Es handelt sich hier zunächst darum, für die lebendige Art von Begriffen […] Raum zu schaffen in der Logik […]. Und zwar sogleich in der altersgrauen Lehre von den sogenannten logischen Elementen, dem Begriff, Urteil und Schluß: überall hier, im Urteil wie im Begriff, statt der traditionellen Uniformität die Unterschiede der Struktur aufzuweisen.“
Es geht also darum, die alte, dem Satz der Identität und des ausgeschlossenen Widerspruchs verpflichtete Logik durch den Aufweis von „Unterschieden der Struktur“ bzw. von „formalen Unterschieden“ (König) zu erweitern, um so einen formalen, logischen und denkerischen Zugang zur oben beschriebenen Mehrdimensionalität des Erkenntnisfeldes zu gewinnen. Dies bedeutet anders gesagt, die logischen Prinzipien in hermeneutische Kategorien zu übersetzen und umgekehrt deren eigene Logik freizulegen. Kümmel nimmt dabei die von Misch häufig gebrauchte Formel einer „Bestimmung des Unbestimmten“ auf und begreift sie im Sinne einer unaufhebbaren Zweipoligkeit, welche weder eine vollständige Bestimmung des Unbestimmten leisten noch auf Bestimmung überhaupt verzichten kann. Oder mit den Worten Kümmels:
„Die eine Balance herstellende Formel arbeitet jeden Sachverhalt nach beiden Seiten zugleich und nimmt, wenn man das darin liegende Bild der Doppelschleife ausformuliert, die Form eines sich selbst aufhebenden Paradoxes an. Die Bestimmung des Unbestimmten erzeugt ein unbestimmtes Über-sich-Hinaus eben dadurch, daß eine möglichst genaue Bestimmung vorgenommen wird. Bestimmtes und Bestimmbares erzeugt Unbestimmtes und Unbestimmbares in ein und demselben, sich nach zwei Seiten hin auslegenden Vorgang der Bestimmung.“
Hinsichtlich der damit verknüpften Aufgabe der Ausarbeitung einer „hermeneutischen Logik“ bemerkt Kümmel weiter:
„Vergleicht man im Blick auf die Reichweite dieses Problem das bereits Getane mit dem, was noch zu tun ist, so neige ich zu der Feststellung, daß die „hermeneutische Wende“ in ihrem bisherigen Resultat unbefriedigend geblieben ist und eine dazu inverse Bewegung eingeleitet werden muss, die wiederum das Thema „Logik“ explizit aufnimmt […] Sollen die mit dem Erkenntnis- und Handlungsproblem in einer Situation durchgängiger Relativität zusammenhängenden Aporien eine angemessene Behandlung erfahren können, so muss gerade umgekehrt nach der Logik der Hermeneutik selbst gefragt und in ihrem Licht das Methodenproblem erneut aufgenommen werden.“
Mit dieser, von Kümmel selbst kurz nach seiner Emeritierung formulierten Programmatik ist der weitere Weg seiner philosophischen Bemühungen vorgezeichnet.

### Die Idee einer existentiellen Hermeneutik
Es ist letztlich die Erfahrung der „Existenz“ in ihrer Angst, Fremdheit und Einsamkeit, die, anders als Heidegger behauptet, hermeneutisches Verstehen abweist und sich der Erkenntnis verschließt. Bollnow hat diese Grenze klar gesehen, aus ihrer Tatsache jedoch ein unvermeidliches Scheitern des Menschen abgeleitet und folgendes Fazit gezogen: „Das Existentielle liegt jenseits der Möglichkeit eines eigentlichen Verstehens.“. Für Kümmel kann ein solcher Verzicht freilich nicht das letzte Wort sein, da ja nur das Existentielle wirklich zum Menschen spricht.
Um an dieser Stelle hermeneutisch weiterzukommen, setzt sich Kümmel intensiv mit der Philosophie Kierkegaards und Nietzsches auseinander und sucht sie für sein Anliegen fruchtbar zu machen. In Anknüpfung an die kierkegaardsche Bestimmung des „Wirklichen“ folgt auch für Kümmel der „natürliche Mensch“ einer ästhetischen Existenzform. Diese Lebensweise ist der Illusion alternativer Wahlmöglichkeiten verfallen und ihr fehlt gerade deswegen jeder echte Wirklichkeitsbezug. Wirklichkeit ist für Kierkegaard nur dann zu erreichen, wenn sich der einzelne Mensch sowohl in seiner „ewigen Gültigkeit“ als auch in seiner geschichtlichen Gewordenheit selbst ergreift und er solcherart die einzige Wahl trifft, zu der es keine Alternative gibt – die Selbst-Wahl. Dieser Kerngedanke Kierkegaards wird von Kümmel in seinen „Studien zur Logik der Disjunktion“ immer wieder aufgegriffen, wenn er etwa in Anlehnung an Nishidas „Philosophie des Ortes“ davon spricht, dass es zum „Ort des Menschen“ keine wirkliche Alternative gibt (S. 248 ff.) und dass hier – und nur hier – eine wirkliche und d. h. eine existentielle Bewegung möglich ist. Doch mit Kierkegaard und Nietzsche ist sich Kümmel darin einig, dass diese neue und befreiende Bewegung etwas ungemein schwer zu Fassendes ist und vom Menschen verlangt, sich auf noch unerprobtes Terrain zu begeben und mit Kierkegaard die „Wiederholung“ bzw. mit Nietzsche den Gedanken einer „Wiederkehr des Gleichen“ zu vollziehen. Die Akzentuierung bei Kierkegaard liegt darin, dass eine „ästhetische Lebensform“ jede Wiederholung pervertieren muss, weil sie den Menschen zur Abwechslung und Zerstreuung nötigt und Alternativen verspricht, wo keine sind. Eine wirkliche, d. h. eine in bewusster Aktualität existentiell vollzogene Wiederholung ist demgegenüber „eine Erinnerung in Richtung nach vorn“, welche das Dasein, das gewesen ist, jetzt neu entstehen lässt.
Diese philosophisch noch unausgearbeitete Form der Wiederholung verlangt, am Punkt der je eigenen existentiellen Lage zu verharren und sich seiner selbst bewusst werden „als dieses bestimmte Individuum, mit diesen Fähigkeiten, diesen Neigungen, diesen Trieben, diesen Leidenschaften, als beeinflußt von dieser bestimmten Umgebung, als dieses bestimmte Produkt einer bestimmten Umwelt.“ In der Wiederholung aktualisiert der Mensch dann seine gesamte Geschichte und übernimmt sie vorbehaltlos unter seine Verantwortung.
Nietzsche schlägt in dieselbe Kerbe, wenn er davon spricht, dass die Aufgabe des Menschen darin besteht, sich den „Gedanken der ewigen Wiederkehr“ in bejahender Weise einzuverleiben, damit dieser Gedanke den Einzelnen, so wie er ist (also mit seiner gesamten Geschichte), verwandeln soll. Noch stärker als Kierkegaard betont Nietzsche die Notwendigkeit, die neue Zeitkategorie der Wiederholung bzw. Wiederkehr zuerst einmal gedanklich zu fassen, um so überhaupt erst den Zugang zum „Ungeheuren“ öffnen zu können. Erst ein solcherart ausgearbeiteter Gedanke gibt gleichsam den Schlüssel in die Hand, das Tor zur eigenen Geschichte aufzuschließen. An vielen Stellen seines Werkes nimmt Kümmel direkt Bezug auf das fundamentale Problem Nietzsches, die individualgeschichtliche Kette des „Es war“ nicht aufbrechen und so die Möglichkeit einer Verwandlung nicht einlösen zu können.
Kümmel ist sich völlig darüber im Klaren, dass einzig der Weg zurück in die eigenen Vergangenheiten nach vorne ins Offene und Freie führt, und er stellt seine ganze philosophische Schaffenskraft in den Dienst der logischen Ausarbeitung einer Denkstruktur, die in ihrem Kern ein neues Verhältnis im Umgang mit Alternativen nahelegt. Hermeneutisch gewendet bedeutet diese Anstrengung, einen Ort „existentiellen Verstehens“ einzunehmen, an dem die räumlichen und zeitlichen Trennungen der Subjekt-Objekt-Gegenständlichkeit ihre Gültigkeit verloren haben – zuallererst für sich selbst und damit ineins für das Verstehen des Anderen.

### Auf dem Weg zum disjunktiven Denken
Um sich auf dem Weg „existentiellen Verstehens“ orientieren zu können, ist ein Kompass nötig, der die Richtung hält. Denn die Berührung mit den je eigenen Existenzerfahrungen erzeugt zwangsläufig Schrecken und Verwirrung. Bereits Heraklit hat in einem der ersten Zeugnisse abendländischen Philosophierens darauf aufmerksam gemacht, dass die Berührung mit den „Logos“ dem Unwissenden Angst und Schrecken einjage und er gewissermaßen kopflos werde. Und von östlicher Seite ist im Zen davon die Rede, dass der Mensch bereits am Beginn seines Erkenntnisweges „zu Tode erschöpft und verzweifelt“ sei und er „keine geleitende Richtung“ finde. Kümmel, der in beiden kulturellen bzw. philosophischen Traditionen zuhause war, bekräftigt die Richtigkeit der Diagnosen und macht zugleich auf die Notwendigkeit aufmerksam, im Feld des Denkens eine logische Orientierungshilfe auszuarbeiten, die dabei hilft, auf Kurs zu bleiben. Kümmel ist der festen Überzeugung, dass der einzige Kompass, der uns im Feld der Existenz Orientierung erlaubt, einer „Logik der Disjunktion“ folgt, während ein Kompass, der sich unserer geläufigen „Logik der Alternativen“ verpflichtet weiß, im Feld der Existenz stets in die Irre führt.
Um nun diese neue Art und Weise logischer Verhältnisse auszuarbeiten, geht Kümmel den Weg abendländischen Denkens bis an jenen Punkt zurück, an dem eine epochale Weichenstellung vorgenommen wurde: nämlich die einer platonisch-aristotelisch geprägten Logik der Alternativen. In der vorsokratischen Epoche hingegen finden sich verheißungsvolle Ansätze, die einen anderen, der Existenz gemäßen Umgang mit Widersprüchen, Differenzen und Identitäten nahelegen. Kümmel hat insbesondere in seinem zweibändigen Werk „Studien zur Logik bei Parmenides, Heraklit und Protagoras“ aufgezeigt, dass von diesen Denkern die Wirklichkeit bereits im Modus der Disjunktion aufgefasst wurde, dass es aber geistesgeschichtlich nicht gelungen ist, diesen Ansatz in seiner Tiefe zu fassen und weiterzuverfolgen. In Verkehrung ihrer eigentlichen Absichten spannten Platon und Aristoteles Parmenides als Zeugen eines „idealen Seins“ ein, wurde Heraklits Philosophie als zu „dunkel“ verbrämt und machte man aus Protagoras einen relativistischen Sophisten im schlechten Sinne.
Kümmel hingegen bemüht sich, den von diesen Denkern hinterlassenen Faden wiederaufzunehmen und im Sinne einer disjunktiven Logik weiterzuspinnen.

#### „Logik“ und „Disjunktion“
Der Denkmechanismus, dem eine disjunktive Logik folgt, widersetzt sich den eingefleischten Gewohnheiten einer „Logik der Alternativen“ und führt leicht zu Missverständnissen. Es ist daher nötig, die von Kümmel zentral verwendeten Begriffe der „Logik“ und der „Disjunktion“ vorab in ihrer Bedeutung für sein Denken zu erhellen.

##### Logik
Um den Sinn von Sein, Welt, Leben oder Existenz zu erschließen, muss man sich in einem ersten Schritt notwendigerweise von dieser Sphäre absetzen. Nur so lässt sie sich betrachten. Diese Absetzbewegung ist der Geist, der einen Spiegel schafft, in welchem erst die Betrachtung möglich wird. In diesem Sinne spricht Kümmel davon, dass die Logik eine „erste Philosophie“ sei, in welcher sich „auch die physisch motivierten und in Welten eingebetteten Vorhaben bewegen“. Deswegen kann auch davon gesprochen werden, dass das Selbstverhältnis des Menschen im Grunde genommen ein logisches ist und dass alles, was dem Menschen in diesem Spiegel erscheint, sein „Denken, Wahrnehmen und Handeln bestimmt“. Es kommt nun entscheidend darauf an, welche Form dieser Spiegel annimmt. Denn wenn der Spiegel, aus welchen Motiven auch immer, entweder nur einen Teil der Wirklichkeit spiegelt oder das Ganze verzerrt wiedergibt, leiten sich daraus für den Menschen unwirkliche Selbstverhältnisse mit unheilvollen Konsequenzen ab. Für Kümmel besteht kein Zweifel daran, dass die uns maßgeblich beherrschende Logik, nämlich die von ihm so bezeichnete „Logik der Alternativen“, einem solchen Zerrspiegel verpflichtet ist und dass dementsprechend ein Großteil unserer Problemlagen dieser logischen Praxis entspringt. Hier zeigt sich deutlich der Vorrang des Denkens: bevor ein wirklich anderes Handeln bzw. Selbstverhältnis realisiert werden kann, muss erst einmal ein anderes logisches Verfahren eingeübt werden (der Spiegel muss eine andere Form annehmen).

##### Disjunktion
Die traditionelle Aussagenlogik kennt zwei Spielarten der Disjunktion: Erstens die sog. „ausschließende Disjunktion“: entweder A oder B – beides zusammen geht nicht. Hier entsteht ein Widerspruch immer dann, wenn bei der Verknüpfung beide Aussagen als wahr gelten sollen (ein Sowohl-als-auch ist also unmöglich) oder dann, wenn beide als falsch gelten sollen (ein Weder-Noch ist also unmöglich). Anders gesagt ist hier Wahrheit dadurch definiert, dass immer nur eine Seite gelten kann und muss. Und zweitens die sog. „nicht-ausschließende Disjunktion“: entweder A oder B – wenigstens eines von beiden. Hier entsteht ein Widerspruch nur dann, wenn bei der Verknüpfung beide Aussagen als falsch erachtet werden. Ein Sowohl-als-auch ist also immer möglich, ein Weder-Noch hingegen nicht. Anders gesagt ist hier Wahrheit dadurch definiert, dass mindestens eine Seite gelten muss.
Kümmel nimmt dieses Verständnis auf, korrigiert und erweitert es jedoch auf dreifache Weise. Er nimmt die nicht-ausschließende Disjunktion zum Ausgangspunkt und gibt so dem Aspekt des Sowohl-als-auch einen lebendigen Entfaltungsspielraum. Dieses Feld der nicht-ausschließenden Disjunktion wird nun durchgängig verneint, was die Möglichkeit eines Weder-Noch eröffnet und damit vorschnelle Fixierungen zurückweist. Beide Felder müssen freilich konjunktional (Und) miteinander verbunden bleiben und fordern im solcherart zusammengehaltenen Widerspruch zu einer Entscheidung zwischen Zulassen und Zurückweisen heraus. Es ist die Pointe des kümmelschen Denkens, dass erst hier, gewissermaßen am Endpunkt des logischen Prozesses, die ausschließende Disjunktion (Entweder-Oder) zu ihrem Recht kommt. Nichtsdestotrotz darf der gerade geschilderte Vorgang nicht in dem Sinne missverstanden werden, dass die einzelnen logischen Schritte nacheinander vollzogen werden und damit zeitlich voneinander getrennt sind. Vielmehr besteht die einzuübende Herausforderung eben darin, alle drei logischen Operationen gleichzeitig durchzuführen, den Spannungsbogen des durchgängigen Widerspruchs aufrechtzuerhalten und damit erst die von Kümmel anvisierte Disjunktion vollgültig zu realisieren. Mit den Worten Kümmels heißt das dann:
„Nur die Zugrundelegung einer nach allen Seiten hin zur Geltung gebrachten Disjunktion kann (…) gleichmaßen das verbindende Sowohl-als-auch, das scheidende Entweder-Oder und das die trennenden Alternativen aufhebende Weder-Noch (umfassen)“.
Und an derselben Buchstelle weist er nachdrücklich auf die im Begriff der Disjunktion bereits angelegte Doppeldeutigkeit hin, welche keine aussagenlogische Klassifizierung aus der Welt schaffen kann: nämlich das gleichzeitige Zusammenspiel einer Trennung (dis) und einer Verbindung (iunctim) ein und derselben Beziehungslage.

#### Das Erfordernis einer disjunktiven Logik
Die Frage, weshalb sich der Mensch überhaupt dem Projekt einer disjunktiven Logik zuwenden soll, kann von zwei Seiten her beantwortet werden, die aber im Grunde genommen dasselbe besagen.

##### Die Grundstruktur der wahren Realität
Kurz gesagt liegt die Notwendigkeit, eine disjunktive Logik auszuarbeiten und sie dann auch lebenspraktisch anzuwenden darin, einen Spiegel zu besitzen, in dem sich die Welt, so wie sie ist, auch wirklich und wahrhaftig zeigt. An dieser Stelle zeigt sich der Einfluss der sog. „Kyoto-Schule“ um den japanischen Philosophen Nishida auf das Denken Kümmels wohl am deutlichsten. Nishida geht wie auch Kümmel davon aus, dass die Grundstruktur der wahren Realität im Ineinander von Einheit bzw. Identität und Konflikt bzw. Widerspruch liegt, jedoch in einem ganz bestimmten Verhältnis:
„Ursprünglich sind auch der Widerspruch und die Einheit nicht mehr als ein und derselbe Sachverhalt, nur von zwei Seiten gesehen. (…) Der Konflikt ist die unverzichtbare Hälfte der Einheit; durch den Konflikt nähern wir uns einer größeren Einheit. Unser Geist, die Einheitsfunktion der Realität, wird sich seiner selbst nicht in seiner Einheit bewußt, sondern im Konflikt. (…) Wenn er einmal an einem Zustand festhält und in keine anderen Widersprüche mehr übergehen kann, ist er tot.“
Für Nishida ist diese Wirklichkeitsstruktur eine „Reine Erfahrung“, welche ihrerseits identisch mit einem „Reinen Denken“ ist. In dieser Denk-Erfahrung verliert sich nicht nur die Subjekt-Objekt-Spaltung, sondern noch umfassender umgreift sie Zeit, Raum und Individuum, indem sie diesen Kategorien unvordenklich vorausgeht (ebd.). Um nun diese Weise der Erfahrung angemessen zur Darstellung bringen zu können, ist eine entsprechend komplexe logische Form verlangt. Nur die Disjunktion im oben beschriebenen Sinne kann diesem Erfordernis genügen.

##### Die Logik der Alternative
Die oben gestellte Frage kann aber auch von den lebenspraktischen Konsequenzen her beantwortet werden, die durch ein logisches Schema der Trennung und des ausgeschlossenen Widerspruchs erzeugt wird. Wird nämlich die Spannung zusammengehaltener Widersprüche nicht ausgehalten und beispielsweise eine ausschließende Disjunktion übereilt ins Werk gesetzt, entlastet sich der Mensch zwar vorübergehend vom Druck existentieller Notlagen, gerät freilich auf lange Sicht in die verhängnisvollen Fallstricke einer „Logik der Alternativen“. Kümmel verwendet einen Großteil seines Werkes auf die Analyse dieser Konsequenzen, um durch sie zu zeigen, dass das, wovon die Religionen „Erlösung“ versprechen, philosophisch gesehen im logisch verkürzten Umgang mit Widersprüchen gründet. Das von Platon inaugurierte und von Aristoteles anschließend im Sinne einer zweiwertigen Logik ausgearbeitete Schema des ausgeschlossenen Widerspruchs ist für die abendländische Denktradition zum alles bestimmenden gemeinsamen Nenner geworden und hat damit das Verhältnis von Mensch (Subjekt) und Welt (Objekt) in eine ganz bestimmte Perspektive gezwängt und dazu beigetragen, beide Sphären immer stärker voneinander zu trennen. Die Ursache jener platonisch-aristotelischen Strategie liegt für Kümmel philosophiegeschichtlich darin begründet, dass den Herausforderungen, die das antike Denken beispielsweise durch Parmenides, Heraklit oder Protagoras erfahren hatte, nicht angemessen begegnet werden konnte und dass Platon und Aristoteles gleichsam eine Vermittlung und Beruhigung des überall virulenten Widerspruchs anstrebten. Dies gelingt um den Preis, dass der solcherart ausgeschlossene Widerspruch eben an anderer Stelle als Aporie, Paradox, Dilemma oder Skepsis aufbricht und dort sein Recht einfordert. Alle großen abendländischen Philosophieentwürfe können so als Versuch gelesen werden, mit diesem Erbe zurechtzukommen.

#### Der Ort einer disjunktiven Logik

##### Seins-Orte
Wenn sich also Denken und Wirklichkeit im Sinne der Reinen Erfahrung entsprechen, dann stellt sich weitergehend die Frage, wo denn überhaupt diese Reine Erfahrung realisiert werden kann. Friedrich Kümmel knüpft bei der Ausarbeitung einer möglichen Antwort dabei sowohl inhaltlich als auch terminologisch an Nishidas „Logik des Ortes“ an. Das Selbst- und Weltverständnis dieses „Ortes“ folgt bei Nishida und bei Kümmel bewusstseinsmäßig einer „Logik der widersprüchlichen Selbstidentität“. Um nun diese logische Form und der mit ihr verknüpften Implikationen klarer hervortreten zu lassen, unternimmt Kümmel den Versuch, diesen „Ort“ im parmenideischen Seinsdenken zu lokalisieren. Im Verständnis Kümmels ist das parmenideische Sein eine absolute Kategorie, und zwar in dem Sinne, dass sie in sich selber keinerlei Vermittlungen und Gegensatzbildungen zulässt und zu der es zu sich selber auch keine Alternative gibt; d. h. also, dass die beiden Wege des Parmenides, nämlich diejenigen des Seins und des Nicht-Seins, sich an keiner Stelle überschneiden und strikt voneinander im Sinne einer Disjunktion getrennt sind. Allerdings – und das ist die Kritik von Parmenides (und von Kümmel) – sind die Sterblichen auf ihrem „dritten Weg“ der Meinung, dass eine Verbindung von Sein und Nicht-Sein möglich sei. Sie öffnen das Sein für die Verneinung und behaupten, dass bestimmte Aspekte von dem was ist, ausgeschlossen, und dass andere Aspekte von dem was nicht ist, eingeschlossen werden könnten. Ist dieses Tor jedoch einmal offen und der Widerspruch hindurch, dann stellt sich das Problem, den Widerspruch in Zukunft kontrollieren zu müssen, damit das Nicht-Sein nicht die Oberhand gewinnt. Der Prozess des Ausschlusses von Ungewolltem bzw. des Einschlusses von Erträumtem ist in Gang gesetzt und gaukelt Alternativen vor, wo keine sind bzw. verhindert den Blick auf die eigentliche Alternative.
Es wäre freilich falsch, würde man Parmenides in dem Sinne missverstehen, dass es den „dritten Weg“ als solchen gar nicht wirklich gebe und dass die Aufgabe darin bestünde, sich von ihm fernzuhalten, um sich ein Refugium reinen Seins zu sichern. Vielmehr besteht die Aufgabe des Menschen darin, „verstehen zu lernen, wieso das, was man meint, in gültiger Weise Bestand haben muss.“ Das bedeutet, dass die Seins-Orte zwar nicht über Kategorien wie Raum und Zeit bestimmbar sind, dass wir jedoch nur von da aus einen Zugang zu ihnen finden. Kümmel verbindet nun den stark ontologisch gefärbten parmenideischen Seins-Ort mit dem Maßbegriff im Anschluss an Protagoras‘ Homo-Mensura-Satz und gibt auf diese Weise im zweiten Band seiner Studien zu den drei vorsokratischen Philosophen der disjunktiven Logik eine dezidiert anthropologische Färbung. Der Mensch wird zum Maß aller Dinge, aber nicht länger in der Form einer an Platon und Aristoteles geschulten relativistischen Deutung, die den Schein (doxa) aus der Wahrheit (aletheia) ausklammert, sondern im Sinne einer disjunktiven Trennung sive Verbindung beider Ebenen.

##### Symmetrie und Asymmetrie
Kümmel analysiert zum besseren formalen Verständnis der beiden Möglichkeiten, mit dem Widerspruch umzugehen, ihre jeweiligen symmetrischen und asymmetrischen Struktureigenschaften. Weil eine „Logik der Alternativen“ vom Wertungsgedanken beherrscht ist (also z. B. Mann ist besser als Frau), wird die Wirklichkeit von vornherein unter asymmetrischen Vorzeichen gedeutet. Es bilden sich dabei Rangordnungen und klassifizierende Systeme, die im Namen eines Allgemeinen bzw. Gleichen zusammengehalten werden müssen, damit das asymmetrisch Abgewertete erhalten bleibt und den Bestand des Ganzen weiterhin garantiert. Die an dieser Stelle vollzogene Vermittlung trägt symmetrische Züge und bindet aufbrechende Widersprüche ineins. Dagegen geht die „Logik der Disjunktion“ a priori von einer unabwertbaren und absoluten Position im jeweiligen Seins-Ort aus, die verhindert, dass sich disjunktiv zueinander Gestellte je miteinander vergleichen könnten. Eine unvordenkliche Symmetrie der Positionen zueinander bestimmt somit die Ausgangslage und macht, dass entweder beide Seiten bejaht oder beide Seiten verneint werden müssen. Eine Rangsetzung ist damit logisch ausgeschlossen und ermöglicht und fördert auf diese Weise eine wechselseitige Bezugnahme der Positionen im Sinne gelingender Kommunikation und Beziehung. Weil sich darüber hinaus ein disjunktiv Gestellter immer schon in einer absoluten Position weiß, befindet er sich in einer existentiell einzigartigen Lage. Ihr entspricht nichts anderes und sie ist zugleich Ausdruck einer unvermittelbaren, asymmetrischen Struktur. In Anlehnung an Martin Buber spricht Kümmel in diesem Zusammenhang auch oft von einer „Beziehung Getrennter“.
Wenn man also die beiden Logiken hinsichtlich Symmetrie und Asymmetrie miteinander vergleicht, so zeigt sich, dass die „Logik der Alternativen“ von vornherein in ein asymmetrisches Ungleichgewicht geraten ist, das sie fortan auszugleichen sucht, während die „Logik der Disjunktion“ ein symmetrisches Gleichgewicht wahrt, dem auch eine lebensweltliche Auseinandersetzung mittels asymmetrischer Positionen nichts anzuhaben vermag. Die Disjunktion ist also – im Unterschied zur Alternative – so beschaffen, dass sie die Trennung wie die Vermittlung von allem und jedem geradezu ausschließt und keine Abbildung der einen Seite auf die andere mehr zulässt. Kümmel ist der festen Überzeugung, dass die wirklichen Beziehungen einer Logik der Disjunktion folgen, die zugleich eine Logik des Ortes und der existentiellen Freiheit ist.

##### Zeit und Freiheit
Im Anschluss an Parmenides läuft die begriffliche Fassung der Seins-Orte hauptsächlich über räumliche Kategorien (vgl. Fragment 8). In Anknüpfung an Heraklit, vor allem aber an Kierkegaard und Nietzsche und den Ideen einer existentiellen Hermeneutik erweitert Kümmel den Horizont der Seins-Orte bzw. der disjunktiven Logik um eine zeitliche Perspektive, wenn er schreibt:
„Orte sind zwar lokalisiert im Raum, mehr aber noch sind es Orte in der Zeit und werden allererst durch diese, was sie sind. Verallgemeinerst kann man sagen: Orte sind genuin Zeit-Orte bzw. Ereignis- und Geschichtsorte. (…) Um überhaupt von einem Ort reden zu können, bedarf es der Sammlung der Zeit und das heißt: ihrer Verdichtung, Vergeschichtlichung und schließlichen Transformation, die wiederum nur am Ort selber möglich ist.“
Auf den Menschen gewendet bedeutet dies, dass eine Befreiung bzw. „Transformation“ nur insofern gelingen kann, als dass in diesem Ort eine „existentielle Bewegung“ vollzogen wird. Eine solche Bewegung ist aber immer nur in der Zeit möglich. Die Tatsache, dass sich der Mensch in Unfreiheit verstrickt hat, ist einzig und allein seinem Handeln in der Zeit geschuldet. Ein einmal in die Verstrickung geratenes Handeln ist freilich nicht einfach vorbei und vergangen, sondern bleibt solange präsent, bis es durch ein anderes Handeln in der Zeit „umgelebt“ werden kann. Die Aufgabe des Menschen besteht genau darin, diese „Erlösung des Vergangenen“ in der Zeit zu bewerkstelligen. In der Perspektive Nietzsches, die Kümmel hier ausdrücklich aufnimmt, stellt eine „ewige Wiederkehr des Gleichen“ das Vergangene unaufhörlich zu und scheint jeden Augenblick (also die Gegenwart) vollständig zu determinieren. Freiheit im Sinne einer „neuen bzw. offenen“ Zukunft scheint so außerhalb menschlicher Reichweite zu liegen. Mit Nietzsche und vielleicht noch stärker mit Kierkegaard ist sich Kümmel aber darin einig, dass gerade in der härtesten Zumutung ständiger Wiederholungszyklen die Bedingung der Möglichkeit zur Befreiung aus ihnen liegt. Um diesen Zusammenhang durchsichtiger zu machen, bezieht sich Kümmel ausdrücklich auf Kierkegaards „Philosophische Brocken“, wenn er schreibt:
„Wo ein Gewordenes wiederholt wird – was an sich ja gar nicht geht – wird die Möglichkeit wiederholt, aus der jenes hervorging, und zwar ganz unabhängig von der Form, in die es sich seinerzeit kleidete und in der es vielleicht immer noch wiederkehrt. Die Möglichkeit, ein Gewesenes als ein jetzt Entstehendes zu wiederholen, enthält das Geheimnis des Erneuertwerdens im Fortschreiten der Zeit.“
Freiheit und wirkliche Zukunft öffnen sich demnach nur im Akt bewussten Ergreifens einer wiederholt zugestellten Vergangenheit. Diesen Vorgang versteht Kümmel als „existentielle Bewegung“ im jemeinigen Seins-Ort, die strukturell bzw. formal einer Logik der Disjunktion folgt. Die Zeit, so verstanden, eignet sich daher nicht länger dazu, auftretende Seins-Widersprüche in andere Zeiten oder Ewigkeiten zu verschieben, platonisch-aristotelisch zu glätten und mit der Hoffnung zu locken, die Zeit heile schon alle Wunden. Gerade das Gegenteil ist der Fall: die Zeit garantiert, dass die Wunde „ewig“ offen bleibt und dass gerade deshalb jederzeit ein Neuanfang möglich ist. Nur so ist Kümmels zentrale These zu verstehen, dass „Zeit Freiheit gibt und Freiheit Zeit hat“.

## Schriften
- Zeit und Freiheit. Über den Begriff der Zeit. Zweite, neubearbeitete und erweiterte Auflage. Vardan Verlag Hechingen 2010, 370 Seiten.
- Der Ort des Menschen in der disjunktiven Struktur. Studien zur Logik der Disjunktion. Vardan Verlag Hechingen 2017, 425 Seiten.
- Auf dem Weg zum disjunktiven Denken. Studien zur Logik bei Parmenides, Heraklit und Protagoras. Band 1: Parmenides- und Heraklit-Studien. Vardan Verlag Hechingen 2020, 272 Seiten.
- Auf dem Weg zum disjunktiven Denken. Studien zur Logik bei Parmenides, Heraklit und Protagoras. Band 2: Studien zu Protagoras‘ Homo-Mensura-Satz. Vardan Verlag Hechingen 2020, 387 Seiten.